# Josh Rosen
Joshua Ballinger Lippincott Rosen (Manhattan Beach, 10 febbraio 1997) è un giocatore di football americano statunitense che milita nel ruolo di quarterback per i Cleveland Browns della National Football League (NFL).

## Carriera universitaria
Rosen giocò a football alla St. John Bosco High School venendo onsiderato un prospetto a cinque stelle dal sito Rivals.com. Al college si unì alla squadra di football degli UCLA Bruins. Divenuto il primo true freshman a partire come quarterback titolare nella gara di debutto stagionale dei Bruins, a fine anno fu nominato come Freshman All-American e premiato come debuttante dell'anno della Pac-12 Conference. Nella sua terza e ultima stagione nel college football stabilì il record di istituto per yard passate in una stagione.
Vittorie e premi
- Second-team All-Pac-12 (2017)
- Freshman All-American (2015)
- Pac-12 Offensive Freshman of the Year (2015)

## Carriera professionistica

### Arizona Cardinals
Rosen era considerato da diverse pubblicazioni come uno dei migliori quarterback selezionabili nel Draft NFL 2018 e una scelta della prima metà del primo giro. Il 26 aprile 2018 fu scelto come decimo assoluto nel Draft NFL 2018 dagli Arizona Cardinals. Nelle prime tre gare della stagione a partire titolare fu il veterano Sam Bradford a cui Rosen subentrò nel finale della gara del terzo turno, non riuscendo a portare la squadra alla rimonta. Per il turno successivo fu nominato per la prima volta titolare dei Cardinals ancora senza vittorie. La prima giunse nella settimana 5 contro i San Francisco 49ers in cui passò 170 yard e un touchdown. La seconda fu in rimonta nell'ottavo turno contro i San Francisco 49ers con Rosen che fu decisivo passando 2 touchdown nel quarto periodo. La sua annata si chiuse con 2.278 yard passate, 11 touchdown e 14 intercetti, vincendo 3 partite su 10 come titolare, mentre i Cards terminarono col peggior record della lega.

### Miami Dolphins
Il 26 aprile 2019, dopo che i Cardinals scelsero come primo assoluto nel Draft NFL 2019 il quarterback Kyler Murray, Rosen fu ceduto ai Miami Dolphins in cambio di una scelta del secondo giro del medesimo draft e di una del quinto giro del Draft 2020. Nelle prime due partite gli fu preferito come titolare il veterano Ryan Fitzpatrick ma dopo che i Dolphins le persero entrambe con un punteggio complessivo di 102-10, Rosen fu nominato partente per la gara del terzo turno, persa per 31-6 contro i Dallas Cowboys. Dopo altre tre sconfitte fu tolto dal campo di gioco nella settimana 6 contro i Redskins venendo a sua volta sostituito da Fitzpatrick.

### Tampa Bay Buccaneers
L'8 settembre 2020 Rosen firmò con la squadra di allenamento dei Tampa Bay Buccaneers.

### San Francisco 49ers
Il 23 dicembre Rosen firmò con i San Francisco 49ers dopo gli infortuni di Jimmy Garoppolo e Nick Mullens.

### Atlanta Falcons
Rosen firmò con gli Atlanta Falcons il 24 agosto 2021.

### Cleveland Browns
Il 21 luglio 2022 Rosen firmò un contratto di un anno con i Cleveland Browns.